# Si tu meurs, je te tue
Pour plus de détails, voir Fiche technique et Distribution.
Si tu meurs, je te tue est un film français réalisé par Hiner Saleem et sorti en 2011.

## Synopsis
À Paris, Philippe, quadragénaire tout juste libéré de prison, noue des liens amicaux avec le Kurde Avdal lancé sur la piste d'un criminel irakien. Le souhait d'Avdal est de s'établir en France et il attend la venue de sa fiancée Siba. Mais Avdal décède subitement d'une crise cardiaque et c'est à Philippe qu'échoit l'organisation de ses funérailles. Démuni, Philippe n'a d'alternative que de faire incinérer le corps. Siba arrive à Paris, est prise en charge par un groupe de Kurdes et, apprenant la disparition d'Avdal, désire rencontrer Philippe, l'ami dévoué de son fiancé. Mais l'arrivée de Siba est suivie par celle de Cheto, le père d’Avdal, qui vient chercher la dépouille de son fils et s'effondre lorsqu'il découvre que le corps a été incinéré. Les cendres du défunt vont provoquer bien des bouleversements : l'imposante urne funéraire hante le studio de Philippe avec le fantôme d'Avdal. Philippe transvase les cendres dans un pot en verre qu'il remet à Cheto, mais celui-ci, empêtré dans ses convictions religieuses radicales, laisse le pot à la garde de Siba. Jusqu'à ce qu'il vienne, un soir, lui demander de le lui prêter, comme pour avoir l'âme de son fils auprès de lui. Finalement, les cendres d'Avdal, en partie dispersées dans l'air de Paris, vont être comme un signe du destin qui fera avorter le projet de Cheto de forcer Siba à rentrer au pays pour la marier avec son autre fils et libérera la jeune femme de l'emprise religieuse pour recommencer une nouvelle vie en France.

## Fiche technique
- Titre original : Si tu meurs, je te tue
- Titre de travail : N'oublie jamais ton ami
- Titre kurde sorani : ئەگەر بمریت دەتکوژم
- Réalisation : Hiner Saleem
- Scénario : Hiner Saleem
- Dialogues : Hiner Saleem
- Décors : Akil Marceau
- Costumes : Agnès Noden
- Photographie : Manuel Teran
- Musique : Bruno Bertoli
- Supervision musicale : Jeff Genie (Gloria Vision)
- Son : Olivier Le Vacon, Élisabeth Paquotte, Stéphane Thiébaut
- Montage : Emmanuelle Mimran
- Pays d'origine :  France
- Tournage : 
  - Langues : français, kurde
  - Extérieurs : Paris
- Budget : 2,08M€[2]
- Box-office France : 32 050 entrées
- Producteur : Antoine de Clermont-Tonnerre[3]
- Sociétés de production : Mact Productions[4], avec le soutien de la Région Île-de-France[5], de Canal+, CinéCinéma, Cofinova 7, Coficup, Backup Films
- Sociétés de distribution : Océan Films (France), FunFilm (Canada) et Roissy Films (pour l'étranger)
- Format : couleur - 35 mm — 1.85:1 Panavision - stéréo Dolby SR
- Genre : comédie dramatique
- Durée : 90 minutes[6]
- Date de sortie :  23 mars 2011
- (fr) Mentions CNC : tous publics, art et essai (visa no 123254 délivré le 20 décembre 2010)
- (fr) Qualifications CSA : « œuvre cinématographique européenne », et « œuvre d'expression originale française » (EOF), attribuées le 16 mai 2011

## Distribution
- Jonathan Zaccaï : Philippe
- Golshifteh Farahani : Siba, la fiancée d'Avdal
- Mylène Demongeot : Geneviève, la logeuse de Philippe
- Özz Nüjen : Mihyedin, le meneur des 6 frères kurdes
- Menderes Samancilar : Cheto, le père d'Avdal
- Billey Demirtas : Avdal
- Maurice Bénichou : l'employé municipal chargé des pompes funèbres
- Jane Birkin : Louise, la voisine de banc de Siba à l'aéroport
- Nazmi Kirik : Mamat
- Xavier Laurent : un homme de main au bar
- Hiner Saleem : le patron de la sandwicherie
- Clotilde Hesme :
- Feyyaz Duman : Azad
- Omer Faruk Cecen : Akil
- Sadettin Cecen : Bargrar
- Hamdullah Cecen : Taidin
- Maryam Muradian : L'arménienne
- Ludivine Clerc : Thérèse
- Yilmaz Özdil : Abdullah
- Shahla Alam : La mère de Siba
- Bruno López : Vincent
- Loïc Lelandais : Homme bar 2
- Kapita Badibanga : Fedo

## Distinction
- Festival du film de Cabourg 2011 (25e édition) : « Coup de cœur » du Festival

## Autour du film
Dans une scène du film, Golshifteh Farahani joue du piano, qu'elle a appris dans sa jeunesse jusqu'à obtenir un excellent niveau.

## Points de vue de la critique
- Le Monde[8] : « C'est sur le ton de la comédie qu'Hiner Saleem orchestre une intrigue à la godille, lorgnant du côté du burlesque, de l'absurde, des histoires fantaisistes et décalées d'Otar Iosseliani. […] Surtout un ton résolument facétieux qui illustre ce qui habite le cinéaste : l'humour, le goût de la musique et de la liberté. […] De ce film voué à honorer un Paris populaire et des comédiens fétiches (Maurice Benichou, Mylène Demongeot, Jane Birkin), on retient le meilleur : les dialogues cocasses du début, le dialogue de sourds avec l'employé municipal chargé des pompes funèbres, la présence récurrente d'œufs durs récalcitrants, la façon de dépeindre la diaspora kurde comme une bande de Dalton… »
- Télérama[9] : « Il lui arrive de dramatiser. Mais ce qu'on aime chez Hiner Saleem, c'est précisément l'inverse : son habileté à se faufiler entre le drame et la fantaisie. […] La réussite du film — six frères, six Kurdes de Strasbourg-Saint-Denis, à mi-chemin des Pieds Nickelés et des nains de Blanche-Neige. […] Mais, selon son habitude, il le parsème de détails tendres sur la fraternité possible entre paumés et émigrés. Il dénonce aussi, mine de rien, la brutalité avec laquelle sa communauté traite les femmes, parfois. »
- RFI[10] : « Avec ce Si tu meurs, je te tue il renoue avec la comédie déjantée, qui avait fait le succès de son premier film et continue à explorer les arcanes de sa double culture. […] Derrière la comédie, un vrai thème : celui de la liberté de choix de la femme musulmane, qui plus est. »

## DVD
- Si tu meurs, je te tue de Hiner  Saleem, Océan Films Distribution, 17 août 2011, DVD-9, format d'image 1.85:1 (16/9 compatible 4/3), stéréo Dolby SR 5.1 : sous-titrage français, langues français et kurde.